# Albert Tous Aguiló
Albert Tous Aguiló (3 d'agost de 1962) fou un tennista mallorquí. Va participar en l'eliminatòria de quarts de final de Copa Davis del 1983. En aquesta eliminatòria, en què Espanya jugava contra Iugoslàvia, Tous guanyà el seu partit contra Goran Prpic. El seu millor resultat l'obtingué el 1987, en arribar a les semifinals de dobles de Roland Garros, fent parella amb José López Maeso.
Darrerament, ha destacat per ser l'entrenador de Carles Moyà (des del 2006). També fou l'organitzador de la batalla de les Superfícies, el partit de tennis en pista mixta que enfrontà el dia 8 de maig de 2007 el campió de Wimbledon, Roger Federer amb el Campió de Roland Garros, Rafael Nadal.